# إيفلين دي هان
إيفلين دي هان (بالهولندية: Eveline de Haan)‏ هي لاعبة هوكي الحقل هولندية، ولدت في 21 فبراير 1976 في نايميخن في هولندا.